# 기동전사 건담 UC

《기동전사 건담 UC》(일본어: 機動戦士ガンダムUC(유니콘))은 후쿠이 하루토시가 원작한 일본의 소설이다.

## 개요
「기동전사 건담」(이하 1st) 등의 우주세기 작품과는 다른 세계관을 무대로 삼아 건담 시리즈 작품의 하나. 테마는 우주시대 0096년을 배경으로 한 작품이다.